# クニー
クニー (K'nyまたはK'ni) は、ベトナムのジャライ族が用いる特徴的な擦弦楽器である。奏者の口を共鳴器として用いることで、音色の中に声楽的特徴を模倣することができる。K'niという言葉はジャライ語で、この特徴的な楽器を指すとともに、フィドルを指す一般的な言葉でもある。

## 概要
胴は直径およそ3センチメートル、長さ66センチメートルの竹の管から作られる。胴の上部には糸巻きがあり、胴の下部には弦を固定するための木製の留め具がある。金属弦は糸巻きに巻かれ、そのまま真っすぐに留め具に取り付けられる。共鳴弦は、留め具の近くで金属弦に密接になるよう結ばれ、もう一端は、センザンコウの表皮または水牛の角で作られた膜に通して固定される。弓も竹製で、長さは40から45センチメートルであり、その一端は先細りになっている。

## 演奏
弓には松脂が塗られる。奏者は共鳴弦の一端の膜を口に含み、共鳴弦を口で引っ張りながら演奏する。運弓による金属弦の振動は、共鳴弦を通じて膜に対して強い振動を伝える。これにより演奏者の口は、共鳴器として機能する。
伝統の演奏では、音階は主に五音音階が用いられる。ジャライ族の用いる五音音階には、例えば次のものがある― ハ - ニ - 嬰ヘ - ト - イ ―。